# Goiás (állam)
Goiás állam Brazília közép-nyugati régiójában fekszik. Tocantins, Bahia, Minas Gerais, Mato Grosso do Sul és Mato Grosso államokkal határos és a szövetségi kerületet zárja magába.
Az állam székhelyén Goiâniában radiológiai baleset történt 1987. szeptemberben 13-án, ami a csernobili katasztrófa utáni legsúlyosabb nukleáris anyaghoz köthető baleset volt.

## Földrajzi adatok
- Területe 340 086 km², mellyel Finnországhoz hasonló méretű
- Lakossága 2012-ben 6 156 000 fő volt
- Népsűrűsége 18 fő/km²
- Székhelye: Goiânia

## Fordítás
- Ez a szócikk részben vagy egészben  a   Goiás című portugál Wikipédia-szócikk fordításán alapul.  Az eredeti cikk szerkesztőit annak laptörténete sorolja fel. Ez a jelzés csupán a megfogalmazás eredetét és a szerzői jogokat jelzi, nem szolgál a cikkben szereplő információk forrásmegjelöléseként.